# Hortense Anne Louise Elisabeth Byvanck-Quarles van Ufford
Hortense Anne Louise Elisabeth (Lili) Byvanck-Quarles van Ufford (* 7. Oktober 1907 in Arnheim; † 24. November 2002 in Leiden) war eine niederländische Klassische Archäologin.
Quarles promovierte 1940 an der Universität Leiden. Sie bereiste unter anderem Sizilien, wo sie die Kunst zwischen 550 v. Chr. und 450 v. Chr. studierte. Auch befasste sie sich mit der Kunst Konstantinopels. Des Weiteren befasste sie sich mit der Flora der Waadtländer Alpen und bereiste den Süden Mexikos und Istanbul.
Sie war seit 1948 mit dem Klassischen Archäologen Alexander Willem Byvanck (1884–1970) verheiratet, über den sie eine Biografie veröffentlichte.